# Lijst van zoogdieren in Sao Tomé en Principe

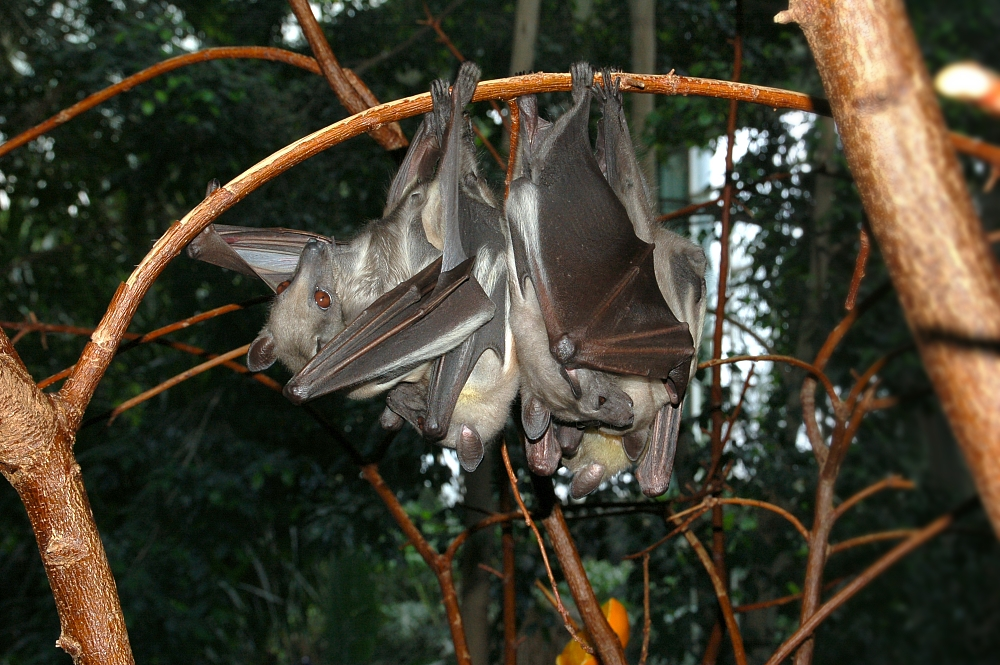
Palmvleerhond

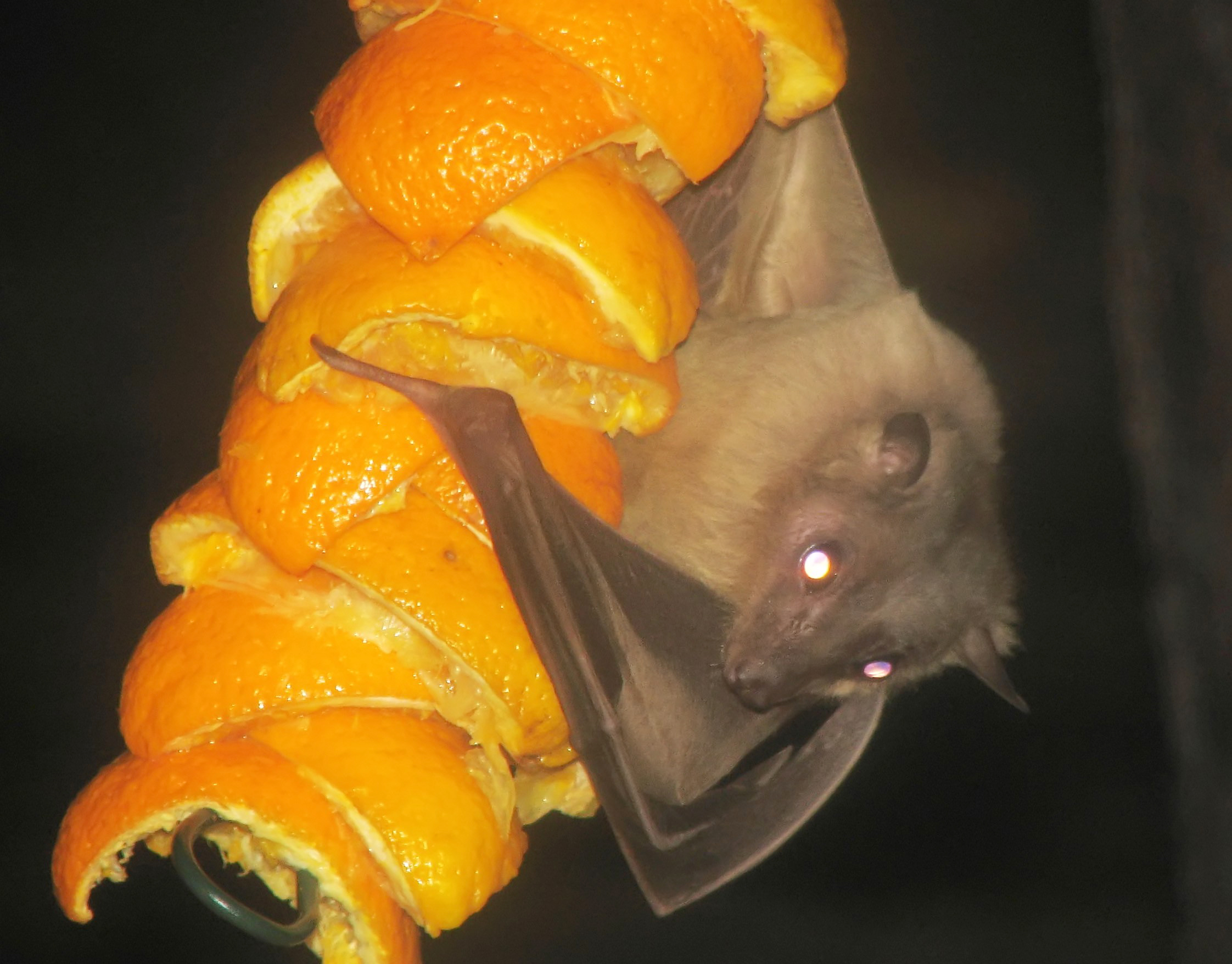
Nijlroezet

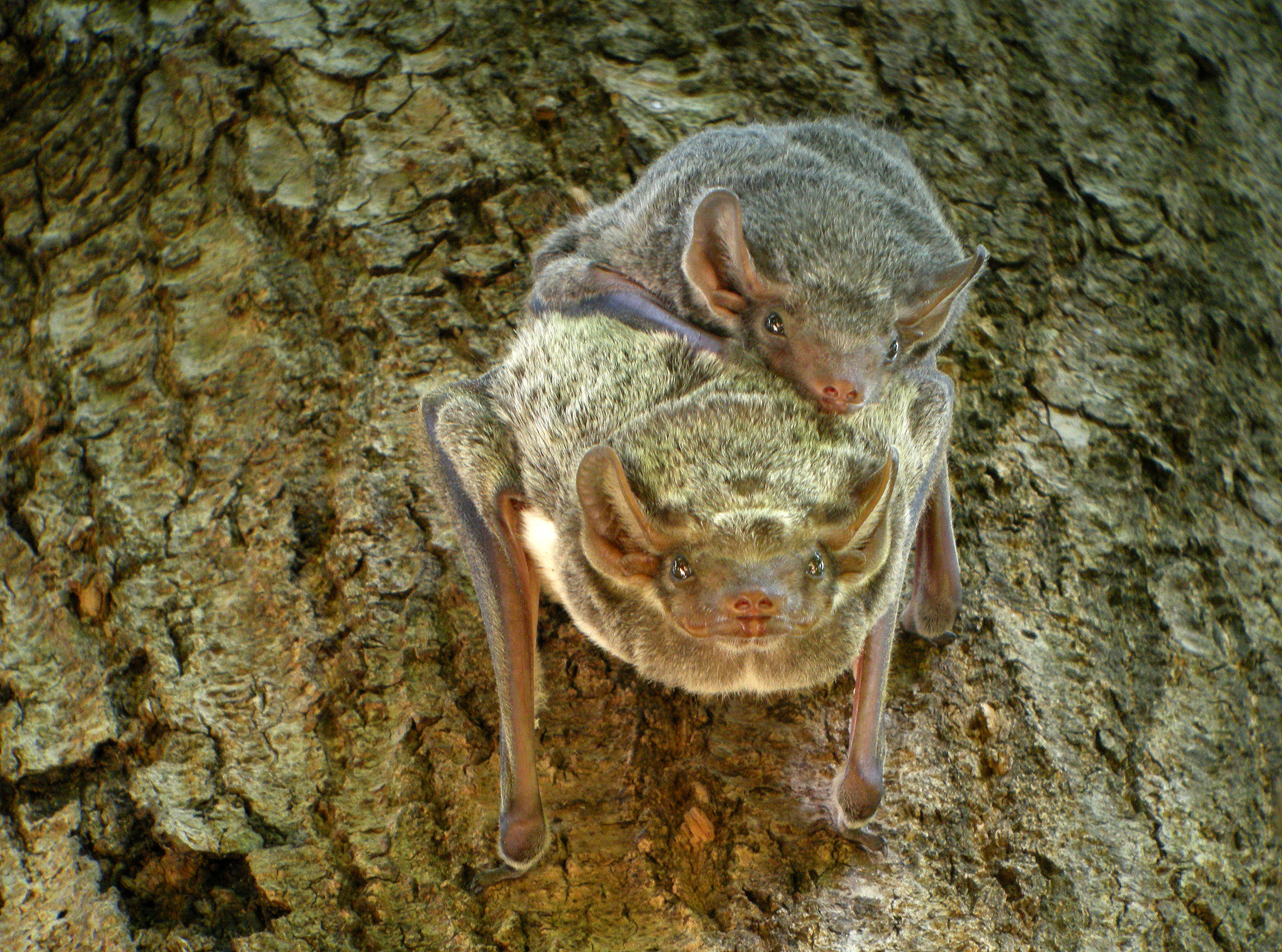
Taphozous mauritianus

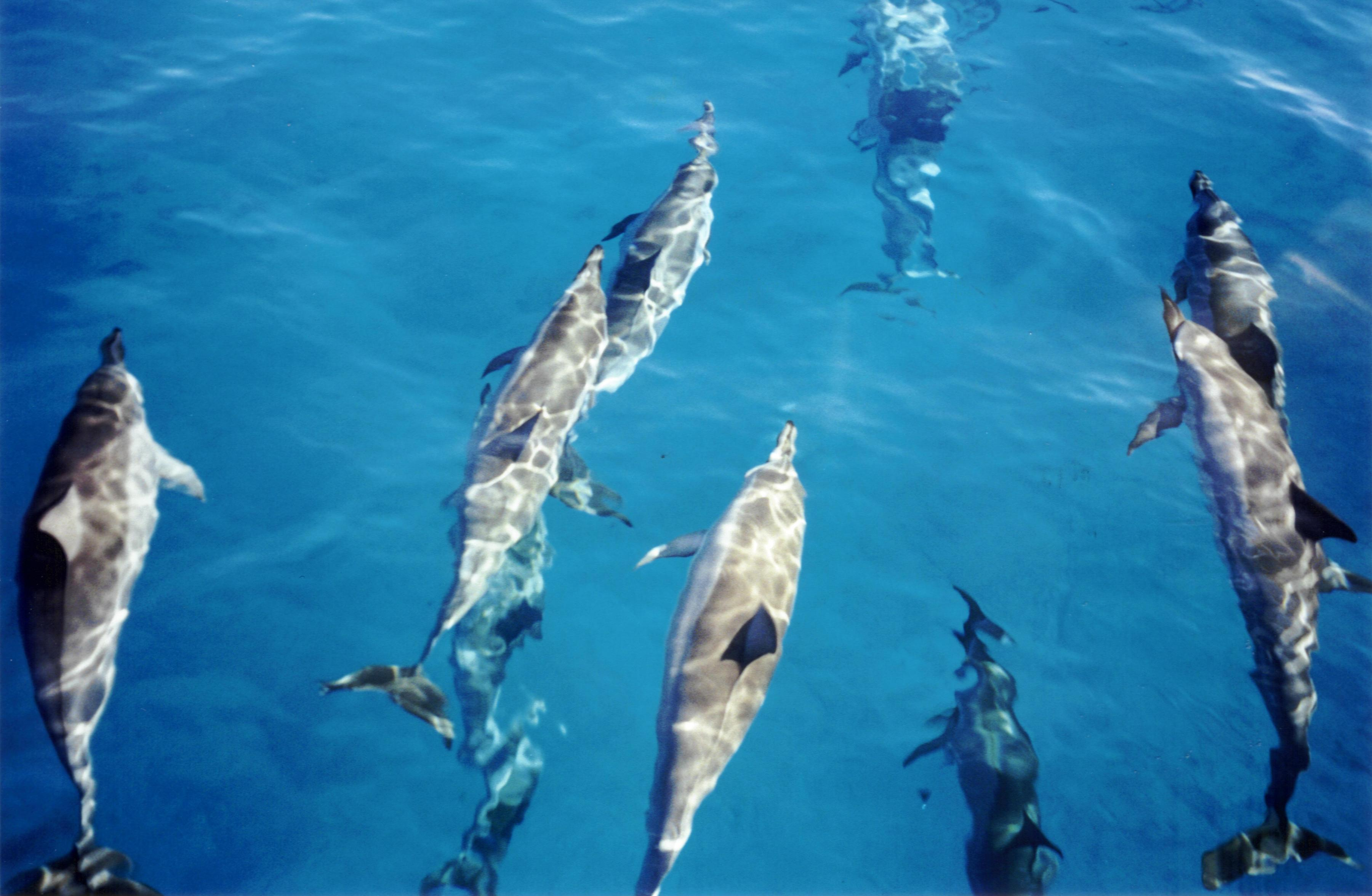
Langsnuitdolfijn

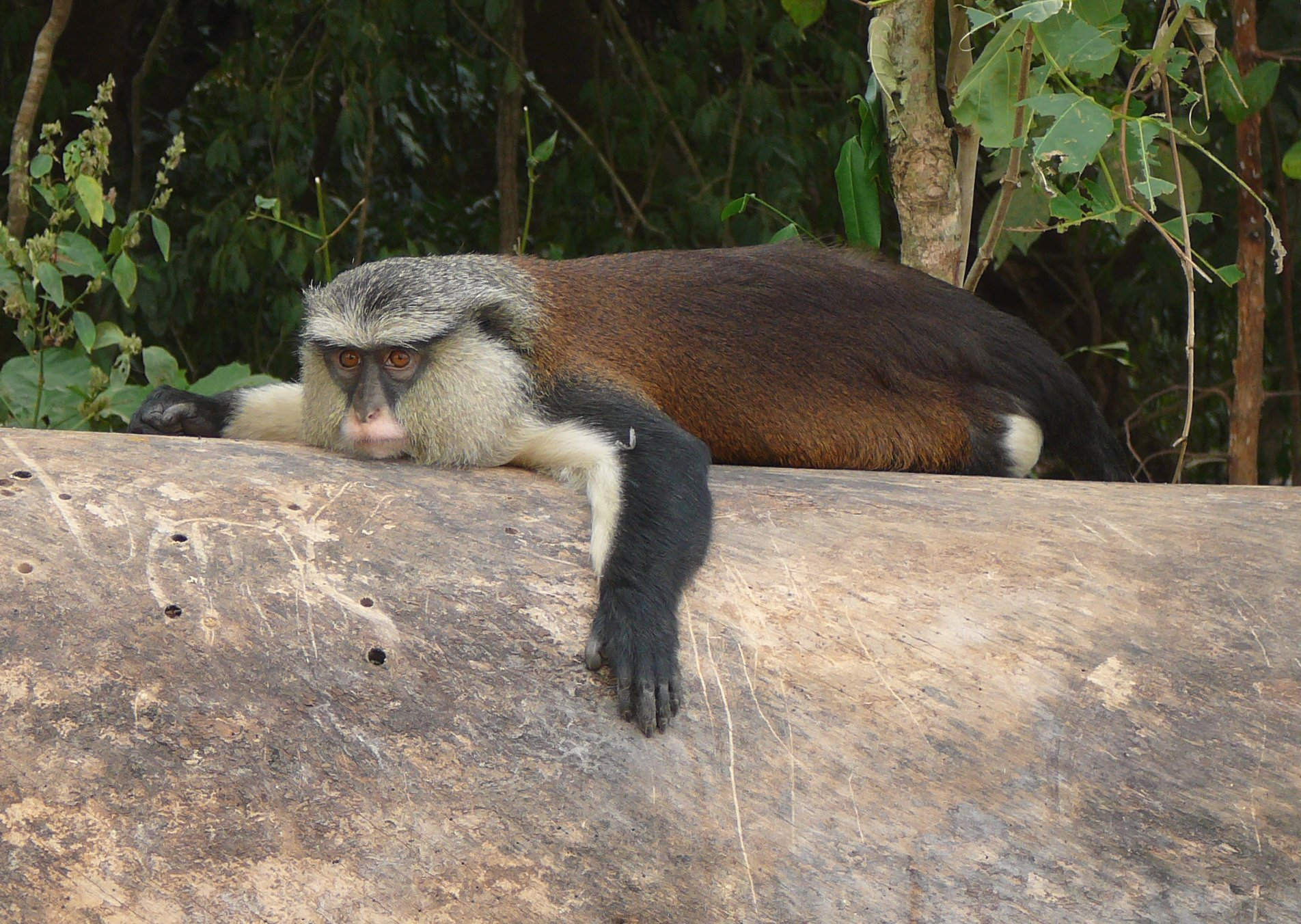
Monameerkat

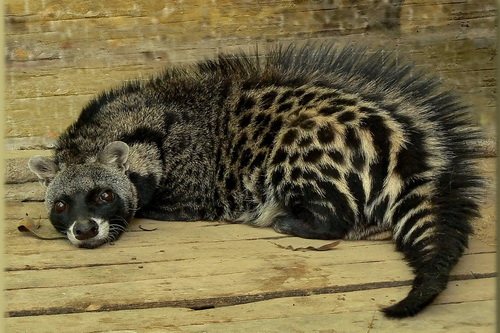
Afrikaanse civetkat

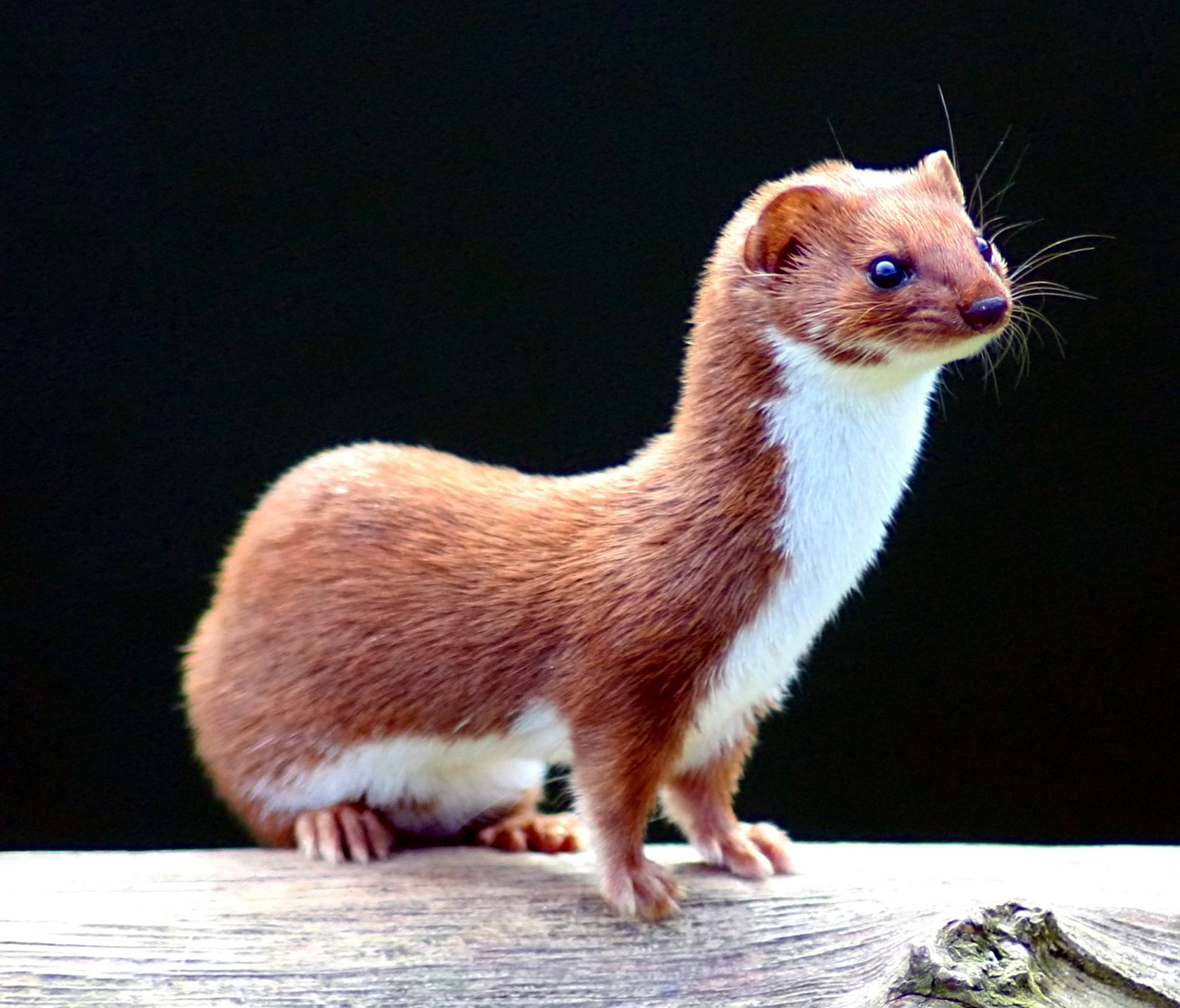
Wezel

Dit is een lijst van zoogdieren die voorkomen in Sao Tomé en Principe.
Van origine kwamen op de eilanden Sao Tomé en Principe elf zoogdiersoorten voor en drie soorten kwamen voor in de territoriale wateren. Er waren vier endemisch inheemse soorten. Zes diersoorten zijn door toedoen van de mens op de eilanden geïntroduceerd en daarnaast worden van acht veelvoorkomende huisdieren (ezel, geit, hond, kat, paard, rund, schaap en varken) soms ferale exemplaren aangetroffen.

## Ordevleermuizen(Chiroptera)
Familie vleerhonden (Pteropodidae)
- Palmvleerhond, Eidolon helvum (inheems)
- Myonycteris brachycephala (inheems, endemisch op Sao Tomé)[1][2]
- Nijlroezet, Rousettus aegyptiacus (inheems)[3]

Familie gladneuzen (Vespertilionidae)
- Miniopterus minor (inheems)[4]

Familie bulvleermuizen (Molossidae)
- Chaerephon pumila (inheems)[5]
- Chaerephon tomensis (inheems, endemisch op Sao Tomé)[1][6]

Familie schedestaartvleermuizen (Emballonuridae)
- Mauritiusgrafvleermuis, Taphozous mauritianus (inheems)[7]

Familie hoefijzerneuzen (Rhinolophidae)
- Hipposideros ruber (inheems)[8]
- Hipposideros thomensis (inheems, endemisch)[9]

## Ordeinsecteneters(Eulipotyphla)
Familie wittandspitsmuizen (Crocidurinae)
- Crocidura poensis (inheems, alleen voorkomend op Principe)[1]
- Crocidura thomensis (inheems, endemisch op Sao Tomé)[1]

De populatie van Crocidura poensis op het eiland Principe is mogelijk een aparte soort, Crocidura fingui.

## Ordewalvissen(Cetacea)
Familie dwergpotvissen (Kogiidae)
- Kleinste potvis, Kogia sima (inheems, territoriale wateren)

Familie spitssnuitdolfijnen (Ziphidae)
- Spitssnuitdolfijn van de Blainville, Mesoplodon densirostris (inheems, territoriale wateren)

Familie dolfijnen (Delphinidae)
- Langsnuitdolfijn, Stenella longirostris (inheems, territoriale wateren)

## Ordeprimaten(Primates)
Familie apen van de Oude Wereld (Cercopithecidae)
- Monameerkat, Cercopithecus mona (geïntroduceerd op beide eilanden)[1]

Familie mensachtigen (Hominidae)
- Mens, Homo sapiens (geïntroduceerd)

## Orderoofdieren(Carnivora)
Familie civetkatachtigen (Viverridae)
- Afrikaanse civetkat, Civettictis civetta (geïntroduceerd op Sao Tomé)[1]

Familie marterachtigen (Mustelidae)
- Wezel, Mustela nivalis (geïntroduceerd op Sao Tomé)[1]

## Ordeknaagdieren(Rodentia)
Familie muisachtigen (Muridae)
- Huismuis, Mus musculus (geïntroduceerd)
- Bruine rat, Rattus norvegicus (geïntroduceerd)
- Zwarte rat, Rattus rattus (geïntroduceerd)